# Самоне (Тренто)
Самоне (итал. Samone) је насеље у Италији у округу Тренто, региону Трентино-Јужни Тирол.
Према процени из 2011. у насељу је живело 461 становника. Насеље се налази на надморској висини од 690 м.

## Становништво
Према резултатима пописа становништва 2011. у општини је живело 544 становника.
| 1931. | 1936. | 1951. | 1961. | 1971. | 1981. | 1991. | 2001. | 2011. |
| ----- | ----- | ----- | ----- | ----- | ----- | ----- | ----- | ----- |
| 547   | 510   | 557   | 534   | 401   | 457   | 454   | 494   | 544   |